# Hydropsyche mississippiensis
Hydropsyche mississippiensis là một loài Trichoptera trong họ Hydropsychidae. Chúng phân bố ở miền Tân bắc.